# Olympiska vinterspelen 1948
Olympiska vinterspelen 1948, de femte (V) olympiska vinterspelen, arrangerades för andra gången i Sankt Moritz, Schweiz. Staden ligger på cirka 1 800 m höjd och många av de tävlande hade stora problem med andningen. Det föreföll som om problemen var större än 20 år tidigare, när spelen också gick av stapeln på samma ställe. En möjlig förklaring är att det avgjort högre tempot i tävlingarna krävde en längre period av acklimatisering.
Det var de första vinterspelen efter kriget och som väntat var de tävlandes standard mycket ojämn. Sverige och Schweiz kunde som neutrala stater ställa upp med förhållandevis bra förberedda deltagare, medan många andra länder hade uppenbara svårigheter att ställa upp vältränade och med deltagare i ”rätt åldrar”. Förkrigsstjärnor och ungdomar var oftast sammansättningen.
De svenska längdåkarna dominerade stort och tog hem samtliga medaljer utom en – bronset på 50 km. Svensken Anders Törnkvist gjorde en omvallning, som tog cirka 4 minuter att åstadkomma och han var mindre än en minut från tredjeplatsen. Stafettlaget vann med nästan 9 minuter och en mycket remarkabel varvning av sista laget (varvet var 10 km).
För andra gången ingick alpina skidgrenar och där dominerade de mellaneuropeiska nationerna stort.

## Anmärkningsvärt
USA skickade två ishockeylag till Sankt Moritz – dels American Athletic Union, godkänt av IOK, dels American Hockey Association (AHA). Det senare skickade ett proffslag, något som stred mot Olympiska spelens amatörregler. AHA:s proffslag hade dock godkänts av Internationella ishockeyförbundet med säte i Zürich. 
Arrangörslandet Schweiz lät AHA spela. Detta medförde att hela den amerikanska OS-truppen hotade att resa hem samt även avstå från sommarspelen i London och istället anordna egna tävlingar. Hela den olympiska tanken var därför i fara.
Den Internationella Olympiska Kommittén diskvalificerade sedermera det amerikanska laget. Däremot blev detta proffslag fjärde nation i världsmästerskapen.

## Sporter
| - Alpin skidåkning - Backhoppning - Bob - Hastighetsåkning på skridskor - Ishockey |  | - Konståkning - Längdskidåkning - Nordisk kombination - Skeleton |

### Demonstrationssporter
- Militärpatrull
- Vinterfemkamp

## Deltagande nationer
28 nationer skickade deltagare till spelen. Chile, Danmark, Island, Sydkorea, och Libanon gjorde debut i olympiska vinterspelen. 
| - Argentina - Belgien - Bulgarien - Chile - Danmark - Finland - Frankrike | - Grekland - Island - Italien - Jugoslavien - Kanada - Libanon - Liechtenstein | - Nederländerna - Norge - Polen - Rumänien - Schweiz - Spanien - Storbritannien | - Sverige - Sydkorea - Tjeckoslovakien - Turkiet - Ungern - USA - Österrike |

## Medaljfördelning
Värdnation (Schweiz)
| Pos | Nation    | Guld | Silver | Brons | Totalt |
| 1   | Sverige   | 4    | 3      | 3     | 10     |
| 1   | Norge     | 4    | 3      | 3     | 10     |
| 3   | Schweiz   | 3    | 4      | 3     | 10     |
| 4   | USA       | 3    | 4      | 2     | 9      |
| 5   | Frankrike | 2    | 1      | 2     | 5      |
| 6   | Kanada    | 2    | 0      | 1     | 3      |
| 7   | Österrike | 1    | 3      | 4     | 8      |
| 8   | Finland   | 1    | 3      | 2     | 6      |
| 9   | Belgien   | 1    | 1      | 0     | 2      |
| 10  | Italien   | 1    | 0      | 0     | 1      |